# Saint-Silvain-Montaigut
Saint-Silvain-Montaigut é uma comuna francesa na região administrativa da Nova Aquitânia, no departamento de Creuse. Estende-se por uma área de 9,55 km². Em 2010 a comuna tinha 223 habitantes (densidade: 23,4 hab./km²).